# Lion de mer de Nouvelle-Zélande
Phocarctos hookeri
Pour les articles homonymes, voir Lion (homonymie).
Genre
Espèce
Statut de conservation UICN

 EN A3b : En danger
Le lion de mer de Nouvelle-Zélande (Phocarctos hookeri) est une espèce d'otaries, seule du genre Phocarctos.
Il ne faut pas la confondre avec l'otarie de Nouvelle-Zélande, Arctocephalus forsteri. Il est assez proche du lion de mer d'Australie Neophoca cinerea, et a parfois été considéré comme étant une seule et même espèce.

## Milieu de vie
Elle est limitée aux côtes de l'île Sud de la Nouvelle-Zélande, au climat tempéré froid. Mais elle ne s'éloigne pas en pleine mer et reste au bord des côtes.

## Biologie

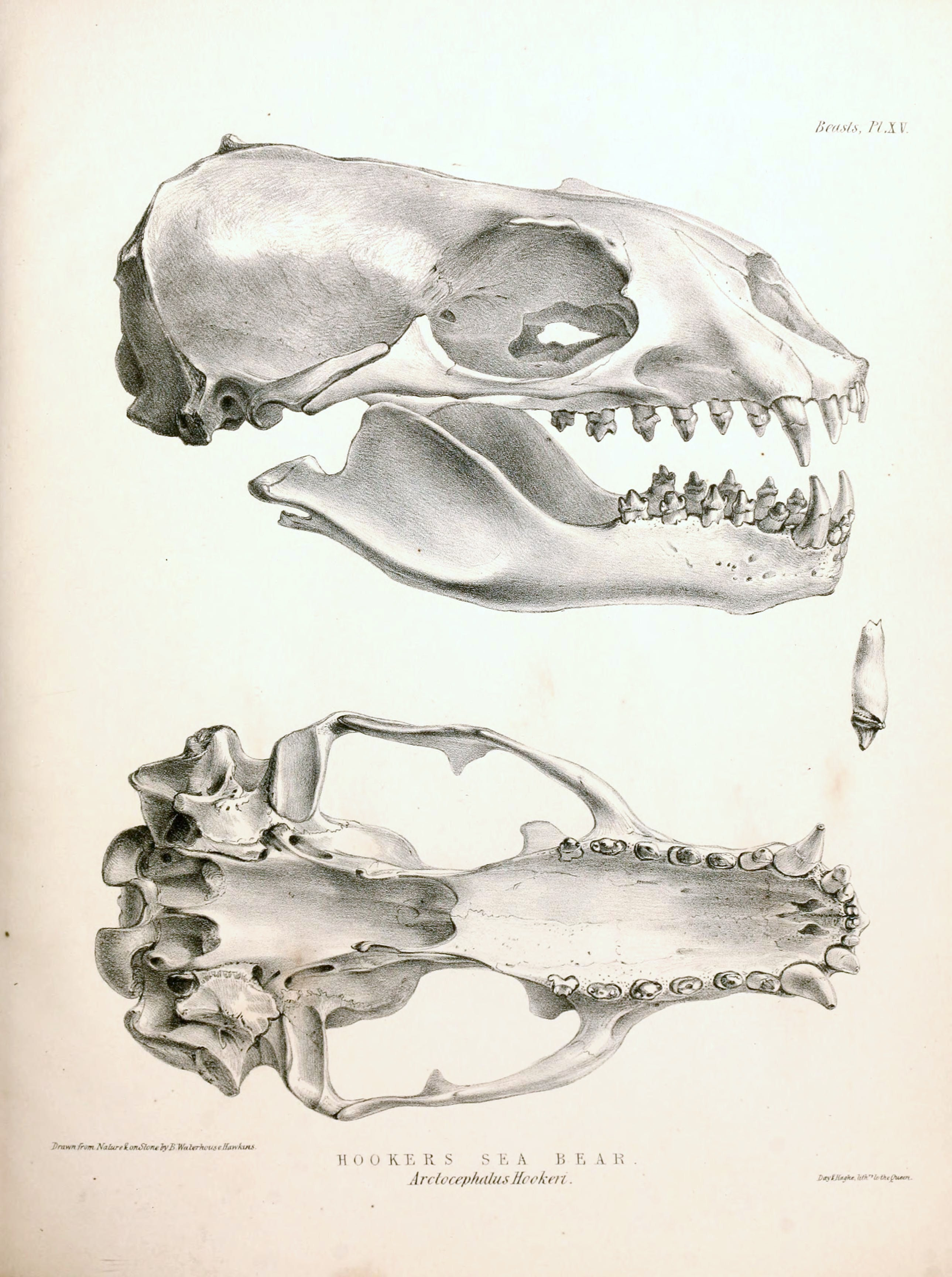
Crâne de Lion de Phocarctos hookeri, par Benjamin Waterhouse Hawkins, 1844

## Conservation

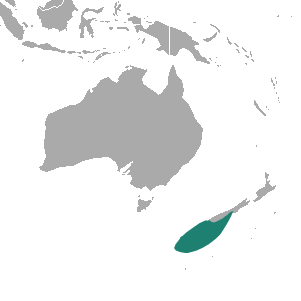
Aire de répartition des lions de mer néo-zélandais

L'espèce est considérée comme en danger selon l'UICN, avec un effectif proche de 15 000 animaux, mais fluctuant en fonction des aléas météorologiques (qui affectent surtout la survie des petits en bas âge). L'atteinte qu'elle porterait aux stocks de mollusques selon les pêcheurs est l'objet de frictions entre ceux-ci, les écologistes et le gouvernement néo-zélandais (qui autorise la capture d'une centaine de têtes par an).

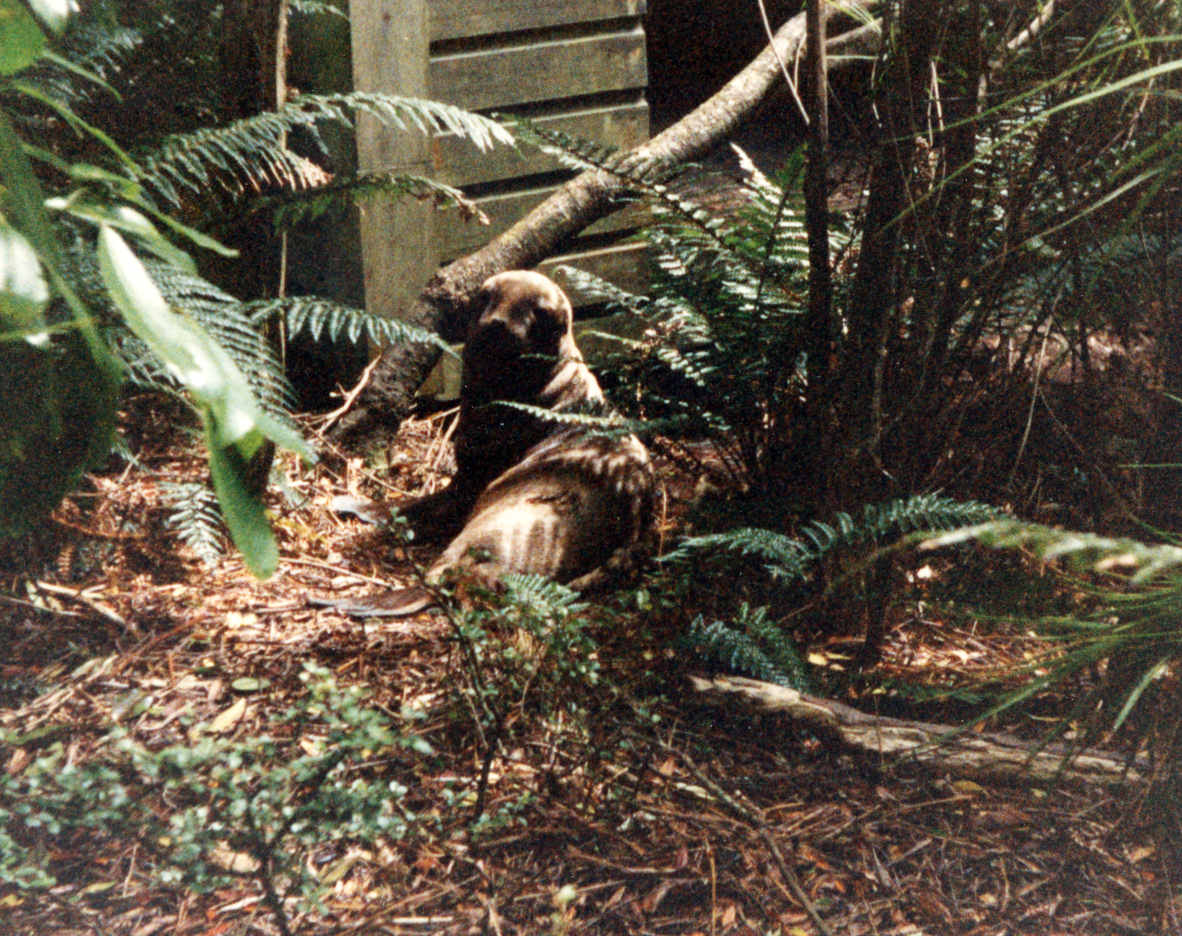
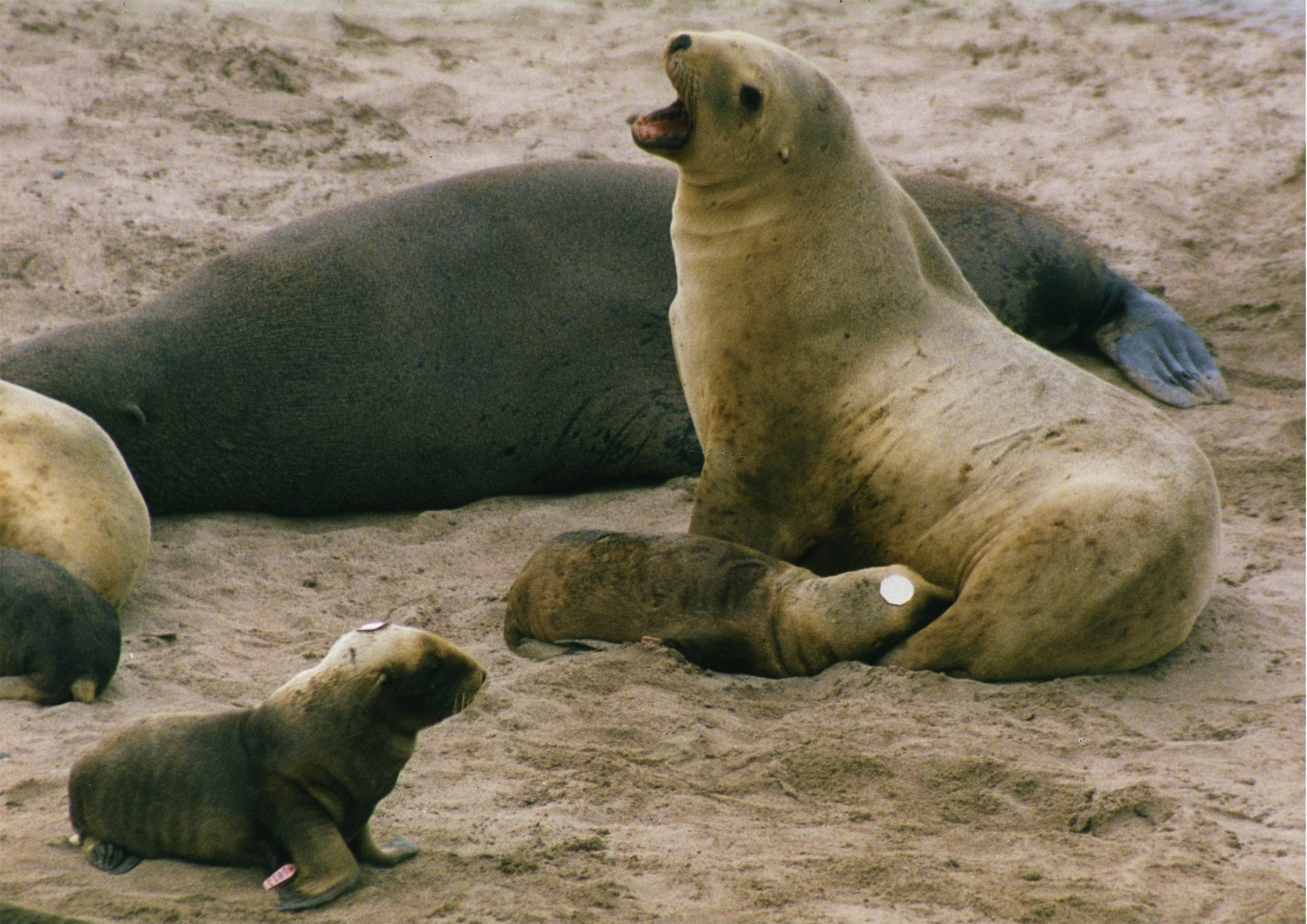
Nurserie
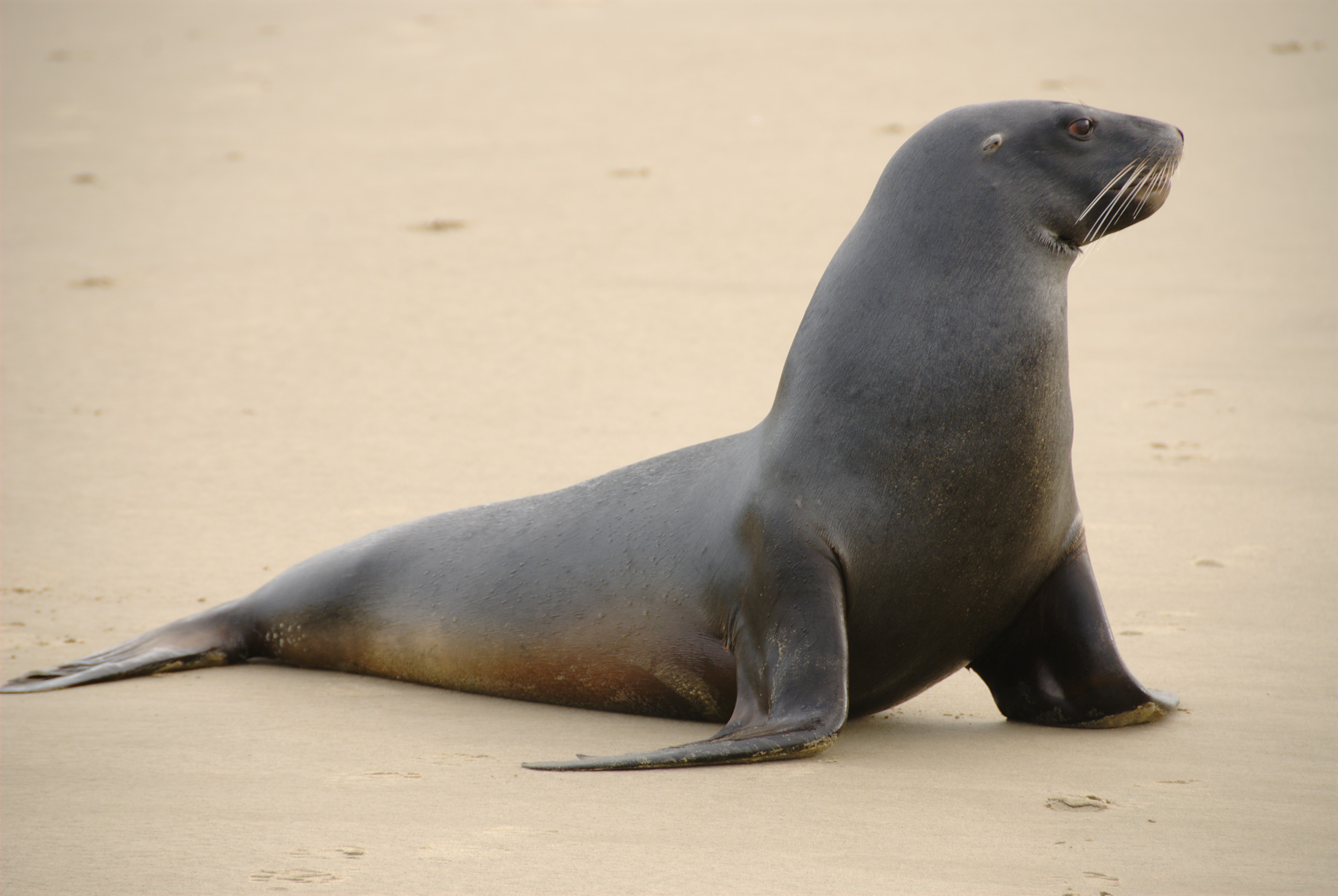
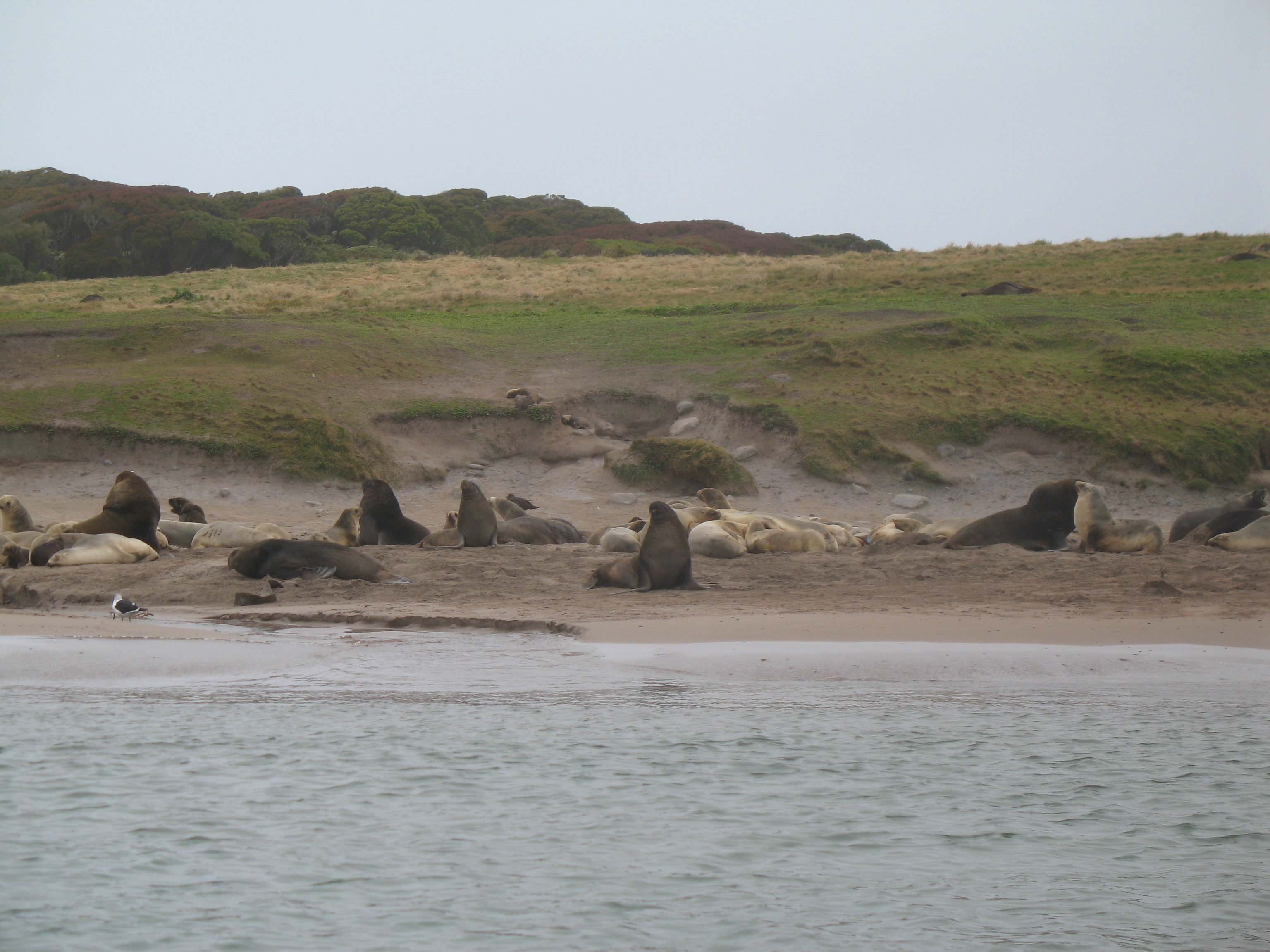
Lions de mer (Phocarctos hookeri), île d'Enderby dans le groupe des îles Auckland
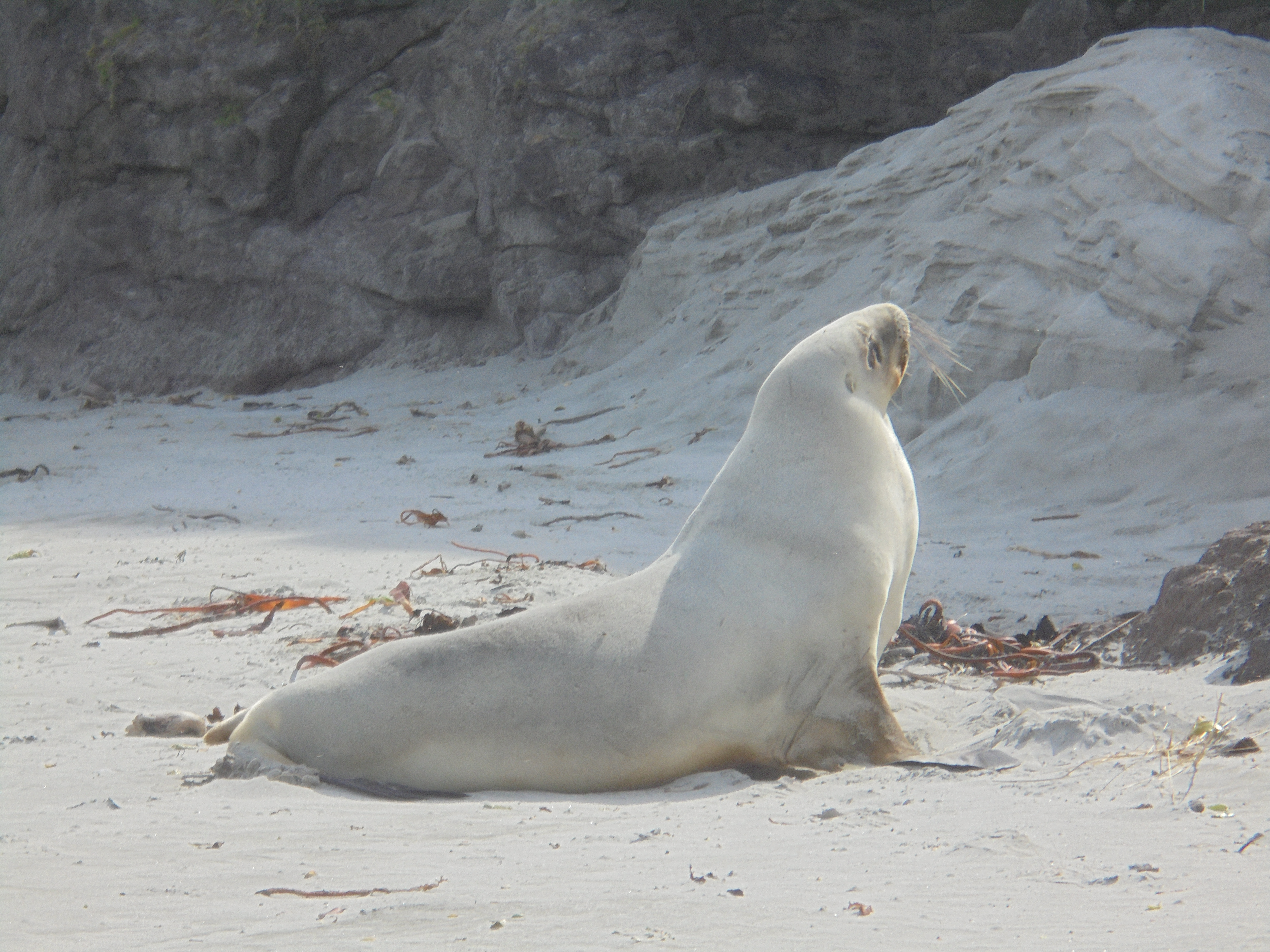
Sur une plage à Dunedin

### GenrePhocarctos
- (en) Animal Diversity Web : Phocarctos (consulté le 27 juillet 2017)
- (en) BioLib : Phocarctos  Peters, 1866 (consulté le 27 juillet 2017)
- (en) Catalogue of Life : Phocarctos Peters, 1866 (consulté le 30 mars 2023)
- (fr + en) ITIS : Phocarctos  Peters, 1866 (consulté le 27 juillet 2017)
- (en) Mammal Species of the World (3e  éd., 2005) :  Phocarctos   Peters, 1866 (consulté le 27 juillet 2017)
- (en) NCBI : Phocarctos (taxons inclus) (consulté le 27 juillet 2017)
- (en) Paleobiology Database : Phocarctos  Gray 1844 (consulté le 27 juillet 2017)
- (en) UICN : taxon  Phocarctos  (consulté le 6 janvier 2023)
- (en) WoRMS : Phocarctos Peters, 1866 (+ liste espèces) (consulté le 27 juillet 2017)

### EspècePhocarctos hookeri
- (en) Animal Diversity Web : Phocarctos hookeri (consulté le 27 juillet 2017)
- (en) Fonds documentaire ARKive : Phocarctos hookeri  (consulté le 27 juillet 2017)
- (en) BioLib : Phocarctos hookeri  (Gray, 1844) (consulté le 27 juillet 2017)
- (en) Catalogue of Life : Phocarctos hookeri (Gray, 1844) (consulté le 15 décembre 2020)
- (fr + en) ITIS : Phocarctos hookeri  (Gray, 1844) (consulté le 27 juillet 2017)
- (en) Mammal Species of the World (3e  éd., 2005) :  Phocarctos hookeri   Gray, 1844 (consulté le 27 juillet 2017)
- (en) NCBI : Phocarctos hookeri (taxons inclus) (consulté le 27 juillet 2017)
- (fr) SeaLifeBase : espèce Phocarctos hookeri  (Gray, 1844) (+ noms communs) (consulté le 27 juillet 2017)
- (en) Paleobiology Database : Phocarctos hookeri  Gray 1844 (consulté le 27 juillet 2017)
- (en) UICN : espèce Phocarctos hookeri  (Peters, 1866) (consulté le 27 juillet 2017)
- (en) WoRMS : espèce Phocarctos hookeri (Gray, 1844) (consulté le 27 juillet 2017)